# Bitwa pod Lemanem

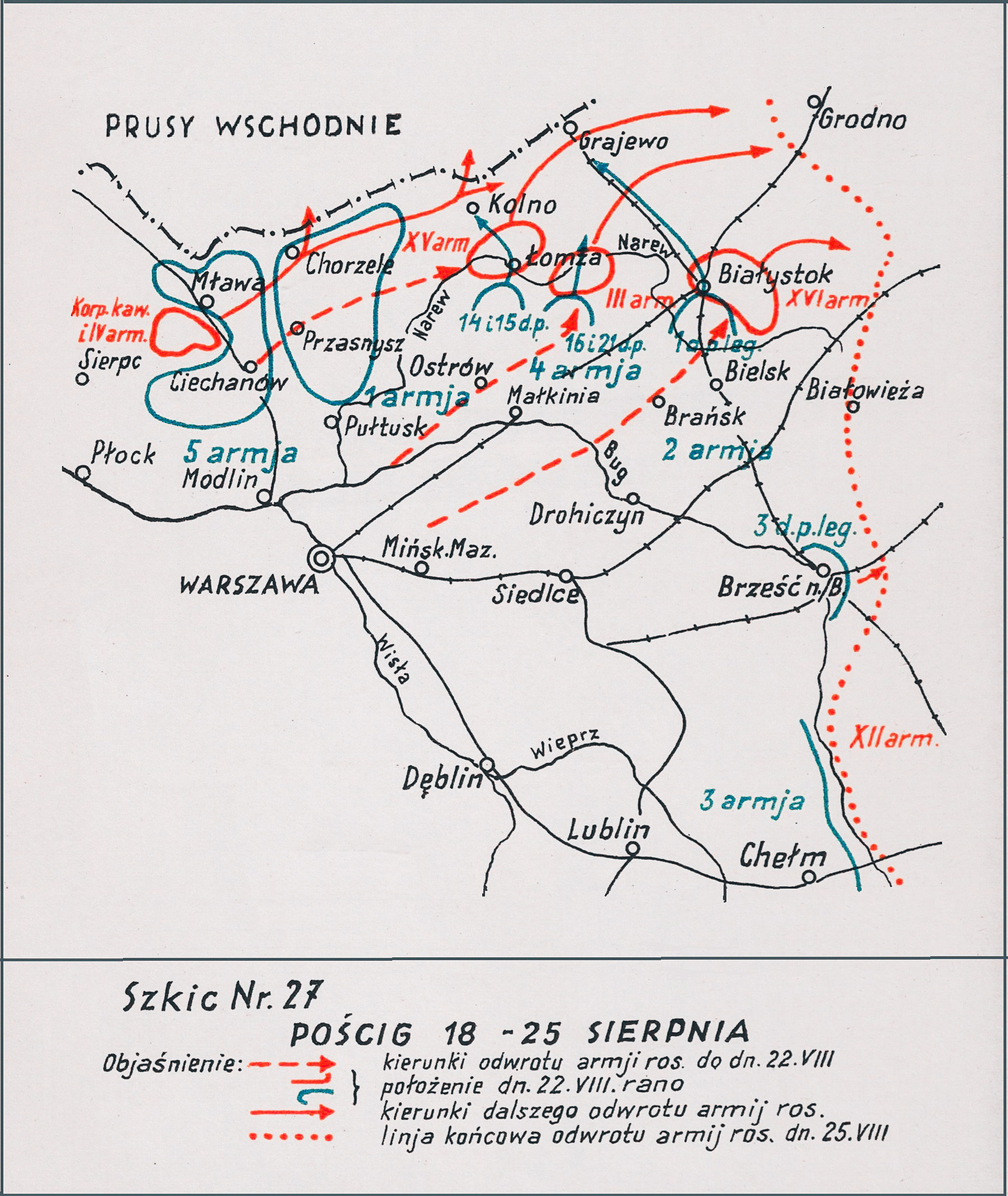
Adam Przybylski, Wojna Polska 1918–1921

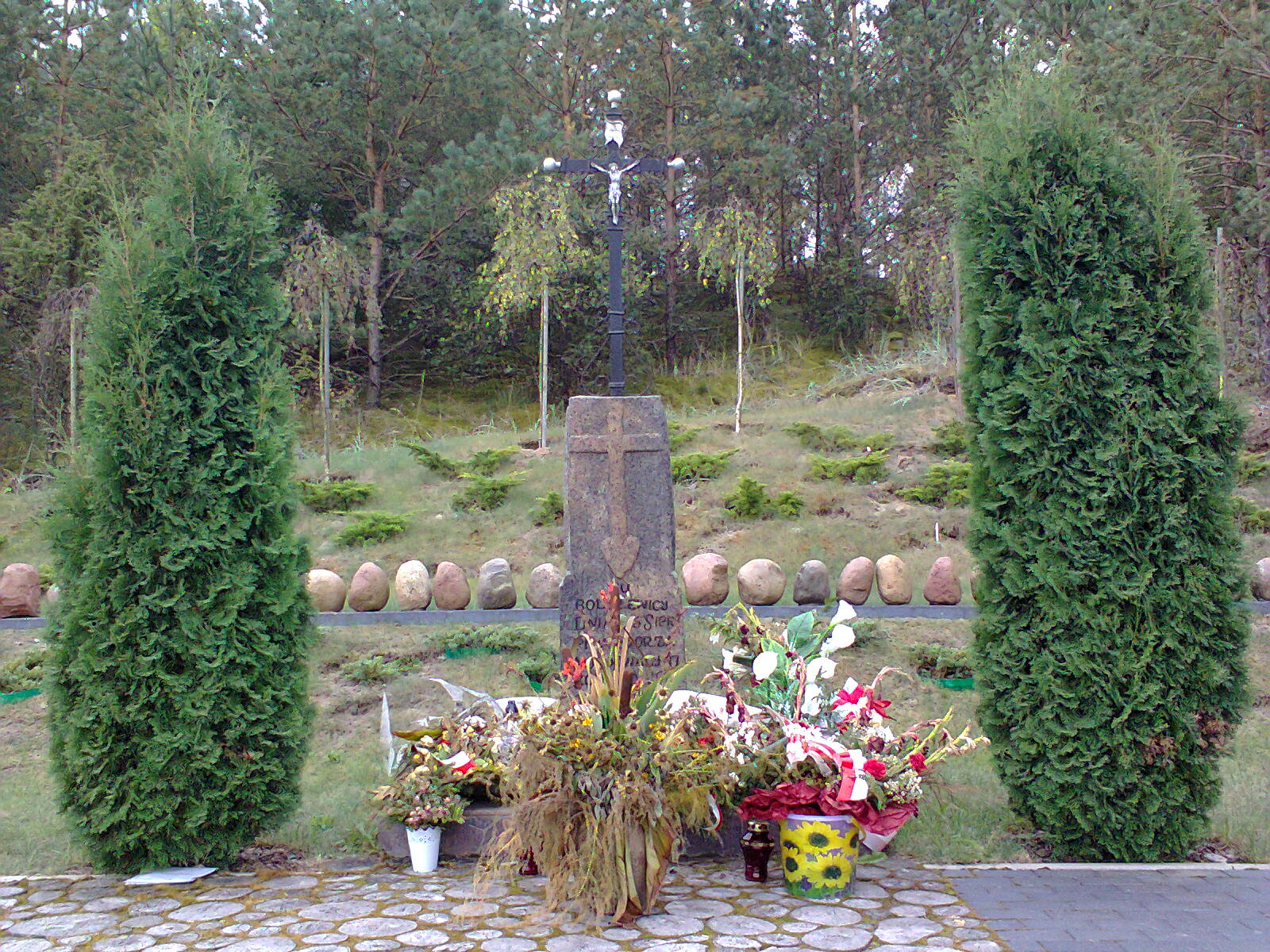
Pomnik polskich żołnierzy poległych w bitwie pod Lemanem w 1920

Bitwa pod Lemanem – walki Kowieńskiego pułku strzelców z oddziałami sowieckiego III Korpusu Kawalerii Gaja Gaja w czasie pościgu prowadzonego w ramach operacji warszawskiej.

## Sytuacja ogólna
4 lipca 1920 ruszyła II ofensywa sowieckiego Frontu Zachodniego pod hasłem: Na zachodzie ważą się losy wszechświatowej rewolucji – po trupie Polski wiedzie droga do wszechświatowego pożaru... Na Wilno – Mińsk – Warszawę – marsz!. W pierwszej dekadzie lipca przełamany został front polski nad Autą, a wojska Frontu Północno-Wschodniego gen. Stanisława Szeptyckiego cofały się pod naporem ofensywy czerwonoarmistów Michaiła Tuchaczewskiego.
Kolejne próby zatrzymania wojsk sowieckich prących na zachód nie przynosiły spodziewanych rezultatów. Obchodzący ugrupowanie obronne od północy III Korpus Kawalerii Gaja wymuszał dalszy odwrót wojsk polskich. Tempo natarcia wojsk sowieckich, jak na owe czasy, wydawało się oszałamiające i wynosiło ok. 20–30 km na dobę.
Wojsko Polskie traciło kolejno „linię dawnych okopów niemieckich”, linię Niemna i Szczary, czy wreszcie linię Bugu. Wojska polskie cofały się nadal, a kolejną naturalną przeszkodą terenową dogodną do powstrzymania sowieckiej ofensywy była Wisła. W godzinach wieczornych 6 sierpnia Naczelne Dowództwo Wojska Polskiego wydało rozkaz do przegrupowania i reorganizacji wojsk.
16 sierpnia ruszyła kontrofensywa znad Wieprza. Zmieniło to radykalnie losy wojny. Od tego momentu Wojsko Polskie było w permanentnej ofensywie.

## Walki pod Lemanem
Po zajęciu Kolna przez 15 Dywizję Piechoty, podporządkowany jej II batalion Kowieńskiego pułku strzelców otrzymał rozkaz dokonania wypadu na Leman i Wincentę. Oceniając sytuację, dowódca dywizji zakładał, że w tym rejonie granicę pruską będą próbowały przekroczyć drobne oddziały III Korpusu Kawalerii Gaja. Batalion miał je zmusić do złożenia broni.
Realizując zadanie, dowódca batalionu podzielił swój pododdział na dwie grupy wypadowe. 5 i 6 kompania oraz pluton 8 kompanii pod dowództwem mjr. Żaby ruszył na Leman, a por. Kazimierz Obuchowicz z 7 kompanią i dwoma plutonami 8 kompanii na Wincentę. Około 17.00 oddział por. Obuchowicza pobił pododdział 36(?) pułku Dońskich Kozaków i opanował Wincentę. W ręce Polaków wpadły dwa działa, kilka ckm-ów i porzucony sztandar sowieckiego pułku.
Po walce por. Obuchowicz skierował swoje pododdziały do Lemana. W nieznanym terenie zabłądził, wrócił  do Wincenty i tam zarządził odpoczynek nocny. W tym czasie oddział mjr. Żaby nocował w Lemanie i spodziewał się nadejścia grupy por. Obuchowicza.
O świcie 25 sierpnia pod Leman podeszły oddziały III Korpusu Kawalerii i zaatakowały wieś z trzech stron.
Zaskoczony mjr Żaba nakazał odwrót ubezpieczając się plutonem piechoty. 53 polskich żołnierzy zatrzymało czasowo sowiecką kawalerię, a po wyczerpaniu amunicji złożyło broń. Kozacy zarąbali szablami 45 jeńców.
Wieczorem tego dnia Dywizjon Huzarów Śmierci por. Józefa Siły-Nowickiego stoczył pod Lemanem walkę z trzema szwadronami sowieckimi i rozproszył je. Wzięto około stu jeńców i kilka ckm.